# Knack Productions
ICHI Corporation (株式会社ICHI?), formalmente conocido como Knack Productions (ナック, 株式会社KnacK?) hasta agosto de 2008, es una empresa de anime y producción de cine japonés.

## Historia
Knack Productions fue fundada el 25 de septiembre de 1967, por un grupo de extrabajadores de Toei Animation y Mushi Production de Osamu Tezuka, incluyendo el ilustrador Hayashi Seiichi, animador/director Tsukioka Sadao, exproductor de Mushi Sakuro Koyanagi, y Nishino Seiichi, quien se convertiría en el planificador principal de la mayor parte de las obras del estudio. Desde sus primeros días, el estudio se concentró en la producción de televisión. El primer trabajo del estudio, la serie de televisión Granny Mischief (Ijiwaru Baasan), basado en un manga de Sazae-san creado por Machiko Hasegawa), estrenada en 1970. A finales de 1980 la compañía se mudó lejos de la producción de televisión y en las OVAs, encontrando el éxito en el creciente mercado de núcleo blando dirigido a los videos anime de pornografía (hentai). Desde finales de 1990, Knack (rebautizada ICHI Corporation en agosto de 2008) se ha centrado principalmente en la producción de acción en vivo. El trabajo de animación más reciente de la compañía, en 1997, estaba en el anime OVA para el público adulto, Slight Fever Syndrome y con asistencia en la producción de The End of Evangelion de Gainax.
A pesar del número de notables industria de anime que trabajaron con Knack a lo largo de los años (incluyendo a Go Nagai, Ken Ishikawa, Kazuyuki Okasako, Masayuki Kojima, Tetsuro Amino, Shun'ichi Yukimuro, Yoshikata Nitta, y Fumi Ikeno), el estudio desarrolló una dudosa reputación por la baja calidad de sus producciones, sobre todo en lo que se refiere a calidad de la animación y copiando las premisas de otras series más populares. Sin embargo, una serie de producciones del estudio se convirtió en éxito internacional, incluyendo serie de dibujos animados antropomórficos para los niños, Don Chuck Monogatari, The Adventures of the Little Prince, y Attacker You!, un drama de voleibol que alcanzó un nivel asombroso de popularidad cuando se exportaba a Italia y Francia. Comedias infantiles Manga Sarutobi Sasuke y Cybot Robotchi del estudio, también fueron puestos en libertad en los EE. UU. como ediciones de largometraje dirigidos a vídeo titulados Ninja the Wonder Boy y Robby the Rascal, respectivamente. En los últimos años, la serie Chargeman Ken! de 1973 del estudio se ha convertido en una sensación en línea, debido a la burla de sus limitados valores de producción.

## Obras animadas

### Series de televisión
- Granny Mischief (Ijiwaru Baasan いじわるばあさん?) (1970–1971)
- Moonlight Mask (Seigi wo asuru mono, Gekko Kamen 正義を愛する人、月光仮面?) (1972)
- Astroganger (アストロガンガー?) (1972–1973)
- Chargeman Ken! (チャージマン研！?) (1973)
- Dame Oyaji (ダメおやじ?) (1974)
- Don Chuck Monogatari/Shin Don Chuck Monogatari (ドンチャック物語, 新 ドンチャック物語?) (1975–1977)
- Groizer X (グロイザーＸ?) (1976–1977, creado por Go Nagai)
- The Adventures of the Little Prince (Hoshi no ojisama Puchi Prince 星の王子さま　プチ・プランス?) (1978–1979)
- Ninja the Wonder Boy (Manga Sarutobi Sasuke まんが猿飛佐助?) (1979–1980)
- Sue Cat (スーキャット?) (1980)
- Manga Mitokomon (まんが水戸黄門?) (1981–1982)
- Robby the Rascal (Cybot Robotchi サイボットロボッチ?) (1982–1983, creado por la planificación dinámica entre Ken Ishikawa y Go Nagai)
- Hitotsuboshike no Ultra Baasan (一ツ星家のウルトラ婆さん?) (1982–1983)
- Psycho Armor Govarian (サイコアーマー ゴーバリアン?) (1983, creado por Go Nagai)
- The Voyages of Doctor Dolittle (ドリトルせんせいものがたり?) (1984, coproducción entre EE.UU.-Japón, lanzado en 1997 en Japón)
- Attacker You! (アタッカーYOU!?) (1984–1985)
- Oh! Family (Ｏｈ！ファミリー?) (1986–1987)
- Manga Nihon Keizai Nyuumon (マンガ日本経済入門?) (1987–1988)
- Momotaro Densetsu (桃太郎伝説 PEACHBOY LEGEND?) (1989–1990)
- Peach Command: Shin Momotaru Densetsu (PEACH COMMAND 新桃太郎伝説?) (1990–1991)
- New Attacker You (Zoku atakkā YOU- kin medaru e no michi? 続・アタッカーYOU　金メダルへの道?) (2008)

### OVAs
- Shibuya Honky Tonk (渋谷ホンキィトンク?) (1988)
- Korogashi Ryota (ころがし涼太?) (1990–1991)
- Furiten-kun (フリテンくん?) (1990)
- Osaka Tough Guys (Naniwa Yūkyōden なにわ遊侠伝?) serie (1992–1993)
- Crows (クローズ?) (1993–1994)

### OVAs para adultos
- Bōken Shite mo ii Goro (冒険してもいい頃?) serie (1989–1990)
- Yaruki Manman (やるきまんまん?) serie (1989–1991)
- Dance Till Tomorrow (Asatte DaNCE あさってDaNCE?) (1991)
- Vixens (Visionary ヴィジョナリィ?) (1995–1996)
- Lunatic Night (ルナティックナイト?) (1996–1997)
- Slight Fever Syndrome (Binetsu Shōkōgun 微熱症候群?) (1997)